# Yếu tố nguy cơ
Trong dịch tễ học, yếu tố nguy cơ (risk factor) là yếu tố sinh học, hoá học hoặc vật lý tác dụng tiêu cực lên sức khỏe con người, là một loại "biến số" liên quan đến việc tăng nguy cơ mắc bệnh hoặc nhiễm trùng. :38 Yếu tố quyết định rủi ro (determinant), cụ thể đối với chính sách y tế cộng đồng, là sự rủi ro sức khỏe chung, trừu tượng, liên quan đến sự bất bình đẳng và yếu tố này khiến một cá nhân rất khó kiểm soát. Ví dụ, thiếu vitamin C trong chế độ ăn uống là một yếu tố nguy cơ dẫn đến bệnh scurvy. Theo quy định của chính sách y tế, đói nghèo là một yếu tố quyết định tiêu chuẩn sức khỏe của một cá nhân. Có sự khác biệt rõ ràng trong y học lâm sàng và y tế công cộng.

## Sự tương quan và quan hệ nhân quả
Khi được thực hiện một cách chu đáo và dựa trên nghiên cứu, việc xác định các yếu tố nguy cơ là một chiến lược để sàng lọc y tế.

## Mô tả
Ví dụ dưới đây là các yếu tố nguy cơ của ung thư vú:
- Tỷ số nguy cơ, chẳng hạn như "Một phụ nữ ở độ tuổi 60 có nguy cơ mắc ung thư vú cao hơn 100 lần so với độ tuổi 20".[6]
- Tỷ lệ mới mắc xảy ra trong nhóm tiếp xúc với yếu tố nguy cơ, chẳng hạn như "99% trường hợp ung thư vú được chẩn đoán ở phụ nữ."[7]
- Tăng tỷ lệ mắc mới ở nhóm tiếp xúc, chẳng hạn như "uống đồ uống có cồn hàng ngày làm tăng tỷ lệ mắc ung thư vú lên 11 trường hợp trên 1000 phụ nữ."[8]
- Hazard ratio (HR), chẳng hạn như "ung thư vú toàn thể và ung thư xâm lấn ở phụ nữ ngẫu nhiên tiêm estrogen và progestin trong trung bình 5 năm có sự gia tăng với hazard ratio là 1,24 so với đối chứng."[9]

## Ví dụ
Ví dụ sau đây về một yếu tố rủi ro được mô tả dưới dạng tỷ số nguy cơ mà nó mang lại, được đánh giá bằng cách so sánh tỷ số nguy cơ của những người tiếp xúc với yếu tố rủi ro tiềm ẩn với những người không bị phơi nhiễm. Giả sử trong một đám cưới, 74 người ăn thịt gà và 22 người trong số họ bị đau bụng, trong khi trong số 35 người ăn cá hoặc ăn chay chỉ có 2 người đau bụng. Có phải ăn thịt gà khiến mọi người bị đau bụng?
{\displaystyle {\mbox{Nguy cơ}}={\frac {\mbox{số người bị ngộ độc thực phẩm (đau bụng)}}{\mbox{số người tiếp xúc với yếu tố nguy cơ (thức ăn)}}}}
Vậy nguy cơ của người ăn gà = 22/74 = 0,297, nguy cơ của những người không ăn thịt gà = 2/35 = 0,057.
Những người ăn thịt gà có nguy cơ đau bụng cao gấp 5 lần so với những người không ăn, tức là tỷ số nguy cơ nhiều hơn 5 lần. Điều này cho thấy rằng ăn thịt gà là nguyên nhân gây ra bệnh tật, nhưng điều này không được chứng minh.

## Các yếu tố nguy cơ
- Tuổi (0 đến 1,5 tuổi đối với trẻ sơ sinh, 1,5 đến 6 tuổi đối với trẻ nhỏ, v.v.)
- Giới tính hoặc giới tính (Nam hoặc nữ)[11] :20
- Dân tộc (Dựa trên chủng tộc)[11] :21

Các yếu tố gây nhiễu có thể xảy ra:
- Địa vị xã hội/thu nhập[1] :39
- Vị trí địa lý
- Khuynh hướng di truyền
- Giới tính
- Nghề nghiệp
- Làm việc quá sức[12]
- Khuynh hướng tình dục
- Mức độ stress mãn tính
- Chế độ ăn
- Tập thể dục
- Uống rượu và hút thuốc lá
- Các yếu tố xã hội khác

## Lịch sử
Thuật ngữ "yếu tố nguy cơ" do Giám đốc Nghiên cứu Tim Framingham, Tiến sĩ William B. Kannel đề xuất trong một bài báo năm 1961 trên tạp chí Annals of Internal Medicine.